# Слапашница
Слапашница је насељено мјесто у општини Братунац, Република Српска, БиХ. Према попису становништва из 2013. у насељу је живјело 288 становника.

## Географија
Обухвата подручје од 1.114 хектара у брдском дијелу општине Братунац. Смјештена је сјеверно од градског језгра и од града је удаљена око 4 км. Кроз Слапашницу протиче неколико ријечица и потока а највећи водени ток је Слапашничка ријека, по којој је насеље и добило име. Насеље чини већи број засеока од којих су највећи Петровићи, Ријечани, Нинићи, Плане, Стјепановићи, Кнезови, Бјелушићи, Велика бара итд. Подручје Слапашнице је изузетно богато шумом (буква, храст, граб, багрем) и пољопривредним земљиштем. За вријеме Римљана на данашнјем подручју које обухвата Слапашница, постојало неколико јамских рудника злата и сребра, о чему постоје писани извори.

## Образовање
У насељу постоји једна подручна основна школа петогодишњег програма и припада ОШ „Бранко Радичевић“ из Братунца. Настава је организована у мјешовитим одјељењима.

## Привреда и образовање
Становништво у Слапашници се највише бави пољопривредом (узгој јагодичастог воћа) и експлоатацијом шуме, док су неки запослени у предузећима у Братунцу и шире.

## Становништво
Број становника послије рата се значајно смањио, и тренд смањења је и даље заступљен. Становништво у Слапашници је углавном српске националности.
| Националност       | 1991. | 1981. | 1971. | 1961. |
| Срби               | 453   | 568   | 788   |       |
| Муслимани          | 86    | 84    | 100   |       |
| Југословени        | 0     | 5     | 0     |       |
| Хрвати             | 1     | 0     | 1     |       |
| остали и непознато | 2     |       |       |       |
| Укупно             | 542   | 657   | 889   | '     |

| Демографија | Демографија | Демографија |
| Година      | Становника  | Становника  |
| ----------- | ----------- | ----------- |
| 1961.       | 982         |             |
| 1971.       | 889         |             |
| 1981.       | 657         |             |
| 1991.       | 539         |             |
| 2013.       | 288         |             |